# Giórgos Vasileíou
Giórgos Vasos Vasileíou (en griego: Γιώργος Βασιλείου) (Famagusta, 20 de mayo de 1931) era un político chipriota. 
Su padre era comunista y él vivió en su juventud en Hungría. Huyó a Londres después de la invasión soviética y terminó allí sus estudios. 
Entre 1988 y 1993 fue Presidente de Chipre. Fue elegido con el partido Partido Progresista del Pueblo Trabajador. 
En 1993 fundó el partido Demócratas unidos.
Entre 1998 y 2003 fue el negociador de Chipre para la adhesión a la Unión Europea. 